# Gare de Gérardmer
La gare de Gérardmer est une gare ferroviaire française (fermée) de la ligne de Laveline-devant-Bruyères à Gérardmer, située sur le territoire de la commune de Gérardmer dans le département des Vosges en région Grand Est.
Elle est mise en service en 1878 par la compagnie des chemins de fer des Vosges, avant de devenir une gare de la Compagnie des chemins de fer de l'Est en 1883. Elle est fermée [pourquoi ?] en 1988 par la Société nationale des chemins de fer français (SNCF). [réf. nécessaire]

## Situation ferroviaire
Établie à 664 mètres d'altitude, la gare terminus de Gérardmer est située au point kilométrique (PK) 18,0 de la ligne de Laveline-devant-Bruyères à Gérardmer (non exploitée), après la gare fermée [pourquoi ?] de Kichompré. [réf. nécessaire]
Avant sa fermeture, c'était une gare terminus en impasse avec neuf voies de garages.

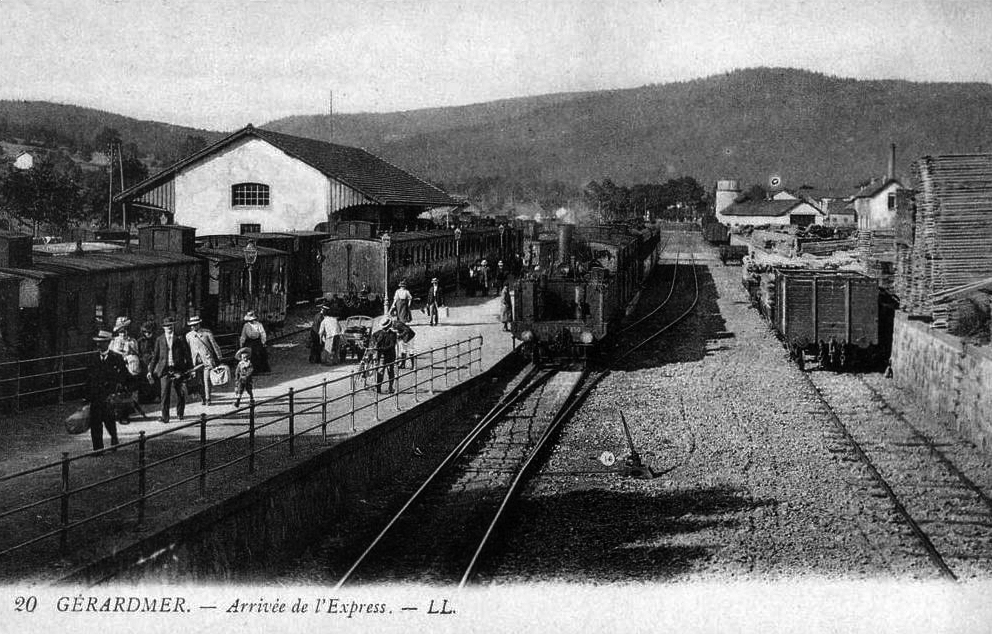
Intérieur de la gare vers 1900.

## Histoire
La gare terminus de Gérardmer est mise en service le 29 juin 1878 par la compagnie des chemins de fer des Vosges lorsqu'elle ouvre à l'exploitation la section de Granges à Gérardmer.

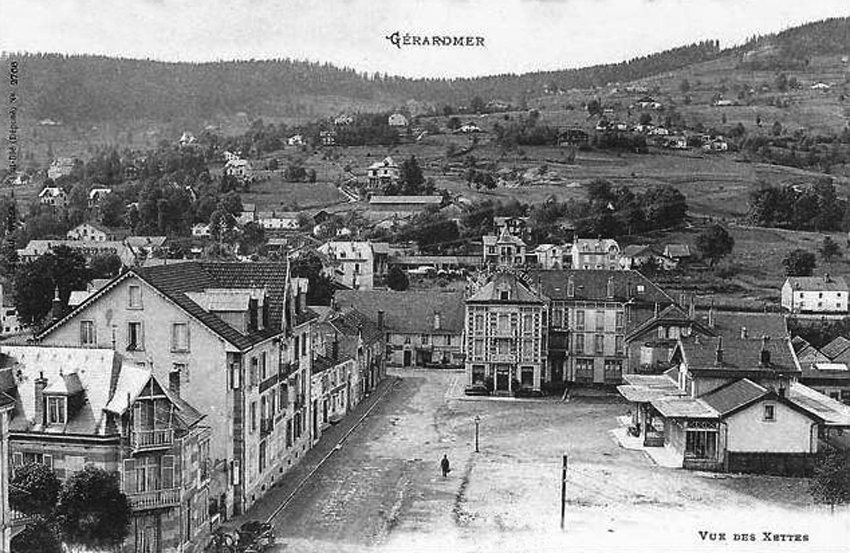
Le premier bâtiment avant 1904

C'est une gare terminus en impasse dont le bâtiment voyageurs est d'un type classique avec un corps central à trois ouvertures et un étage, encadré par deux courtes ailes.
En 1881, l'État reprend la ligne et l'exploitation est confiée à la Compagnie des chemins de fer de l'Est, qui rachète la concession en 1883.
En 1898, l'accroissement du trafic nécessite de nouvelles installations comprenant un bâtiment pour les chauffeurs et mécaniciens, une remise pour deux locomotives, un réservoir d'eau de 50 m3 en remplacement de celui de 8 m3 ; la gare est éclairée au gaz. Au début des années 1900, on allonge et élargit les quais
Les premières installations et notamment le bâtiment voyageurs étant devenus trop petits pour le trafic, la compagnie de l'Est fait construire et met en service en 1905 un nouveau bâtiment monumental dans le prolongement du premier édifice qui est conservé (voir photo dans l'infobox).
À la fin de la Seconde Guerre mondiale, le bâtiment voyageurs n'est pas détruit, comme une grande partie de la ville, par l'armée allemande avant son départ. Il est néanmoins démoli et remplacé par un nouveau bâtiment, type années 1950, lors de la reconstruction.
Après la décision de fermeture de la ligne[pourquoi ?], le dernier train quitte la gare le 20 mars 1988.
Depuis, le bâtiment voyageurs est utilisé par l'office de tourisme de la ville et dispose d'une « boutique » SNCF.
Une association, TG2V (Train Gérardmer Vologne Vosges), se mobilise pour la réouverture de la ligne. La région Lorraine (désormais Grand Est) apporterait 10 000 000 € — sur les 30 000 000 € nécessaires à cette réouverture, montant estimé en 2008 —, si les 20 000 000 € manquants sont financés par l'État ou par Réseau ferré de France[réf. nécessaire] (désormais SNCF Réseau).

## Service des voyageurs
La gare est fermée. [pourquoi ?] [réf. nécessaire] La gare ouverte la plus proche est celle de Bruyères. [réf. souhaitée].